# Dichagyris dubiosa
Dichagyris dubiosa là một loài bướm đêm trong họ Noctuidae.